# Пероне, Бруно
Бруно Калдини Пероне (порт. Bruno Caldini Perone; 6 июля 1987, Сан-Паулу, Бразилия) — бразильский футболист, полузащитник клуба «Коста-Брава».

## Карьера
Карьеру начинал у себя на родине в Бразилии, играл он там за такие клубу как «Нороэсте», «Коринтианс Паранаэнсе», «Фигейренсе», «Томбенсе» и «Мирасол». В «Мирасоле» его заметили испанские селекционеры, и он отправился в «Херес» на правах аренды. За основную команду «Херес» ему не удалось сыграть не одного матча.
11 августа 2011 года Пероне подписал контракт с «Куинз Парк Рейнджерс» сроком на один год.